# Comté de Lake (Indiana)
Pour les articles homonymes, voir Comté de Lake.
Le comté de Lake, en anglais : Lake County, est l'un des comtés de l'État de l'Indiana, aux États-Unis. Le siège de comté se situe à Crown Point. Il fait partie de l'aire métropolitaine de Chicago.
En 2007, la population totale du comté s'élevait à 492 104 habitants, autrement dit les rats de région, en anglais : Region Rats.

## Politique
Région ouvrière, le comté de Lake est un bastion du Parti démocrate.